# Математика исламского Средневековья
Данная статья — часть обзора История математики и Наука в средневековом исламском мире.

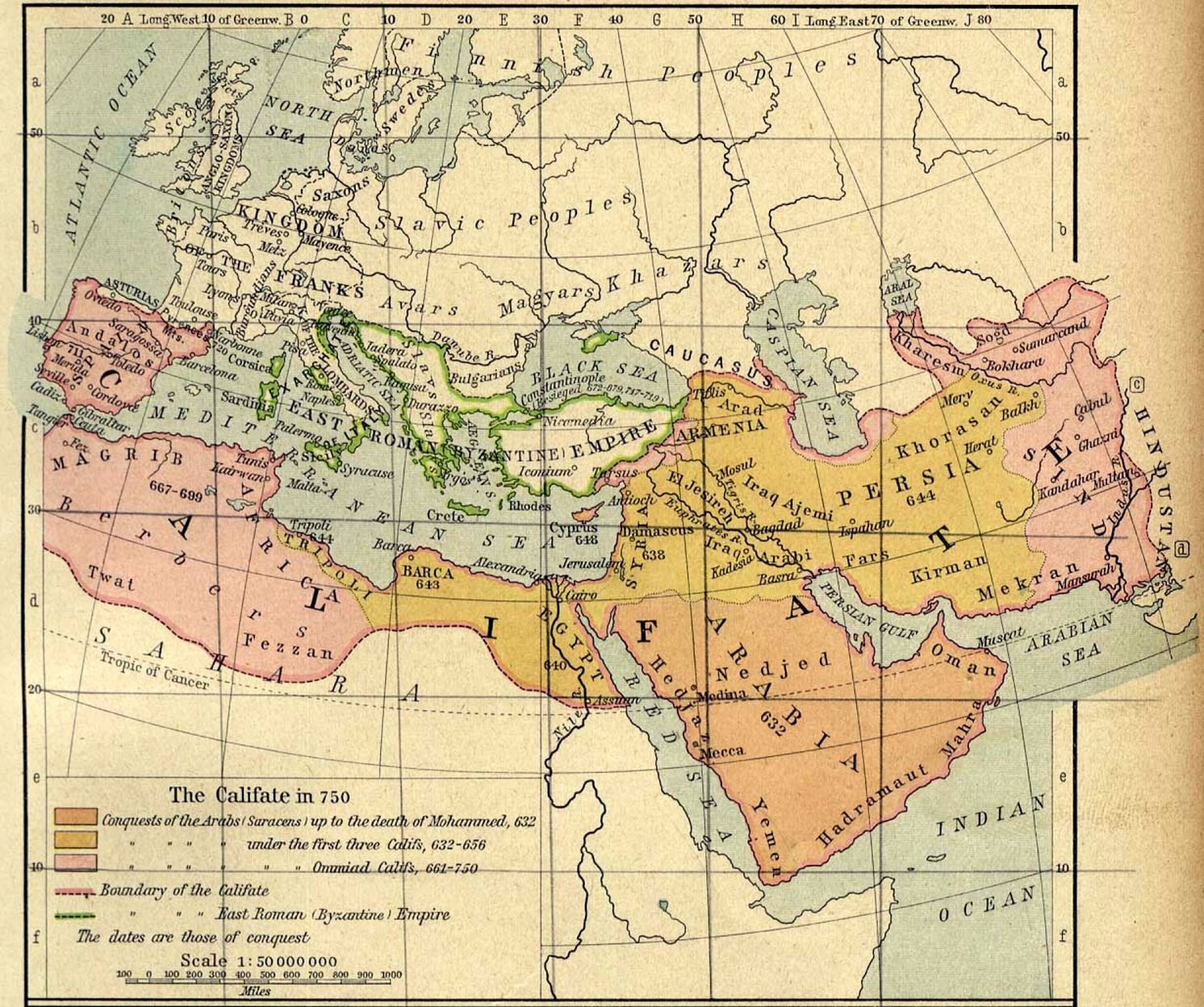
Арабский халифат (750 г.)

Математика исламского средневековья — это период, когда учёные исламского мира в эпоху расцвета мусульманской цивилизации (Золотой век ислама) значительно способствовали развитию математики, обогащая её новыми открытиями и усовершенствованиями. Они не только собрали, перевели и сохранили работы своих предшественников, но и внесли собственные инновации.
В области арифметики они усовершенствовали десятичную систему, включив в неё десятичные дроби и разработав эффективные процедуры для вычислений, а также способствовали распространению десятичной системы. Они первыми систематизировали алгебру, которая получила своё название от арабского термина «аль-джабр» (восполнение), и составили алгебру в организованной научной манере. Кроме того, исламские учёные заложили основы алгебраической геометрии и разработали численные методы для извлечения корней, суммирования рядов и решения уравнений.
Значительные успехи были достигнуты и в тригонометрии: из вспомогательного инструмента астрономии её превратили в самостоятельную науку. Исламские математики определили новые тригонометрические функции и углубили изучение плоских и сферических треугольников. Кроме того, они внесли вклад в развитие геометрии, теории чисел, комбинаторики, криптографии и криптоанализа, а также открыли некоторые основные идеи математического анализа. Их работы использовались в европейских университетах в качестве учебных пособий вплоть до конца эпохи Возрождения.

## Общая характеристика

Арабский перевод «Начал» Евклида

### Предыстория
Преследование греческих учёных-нехристиан а также «еретиков» (несториан, монофизитов) в Римской империи V—VI веков вызвало их массовое бегство в Персию и на Ближний Восток. При дворе Хосрова I они переводили античных классиков на сирийский язык, а два века спустя появились арабские переводы этих трудов. С переводческого движения началась первая стадия развития математики в исламском мире. Размах этой деятельности впечатляет — список арабских комментаторов и переводчиков одного только Евклида содержит более сотни имён. Техника перевода в «Доме мудрости», отмечают современные исследователи, была очень высокой. Важная часть работы по переводу состояла в обогащении арабского словаря и в разработке философских и других научных терминов, соответствовавших греческим понятиям.

### Поворотный момент — появление алгебры
Работа Мухаммада аль-Хорезми, выполненная между 813 и 833 годами в Багдаде, стала поворотным моментом в развитии математики исламского Средневековья. В заглавии своей книги «Китаб аль-джебр ва-ль-мукабала» он ввёл термин «алгебра», обозначив её как отдельную дисциплину. Аль-Хорезми описывал свою работу как «короткое сочинение по вычислению с правилами завершения и приведения, ограниченное тем, что является самым простым и полезным в арифметике». Его труд был не только теоретическим трактатом, но и имел практическое применение, направленное на решение задач в таких областях, как торговля и земельные измерения. До XVI века переводы книг аль-Хорезми по арифметике использовались в европейских университетах как основные учебники по математике. Историк науки Соломон Гандз называет его «отцом алгебры» за то, что он «первым начал преподавать алгебру в элементарной форме и ради самой алгебры».

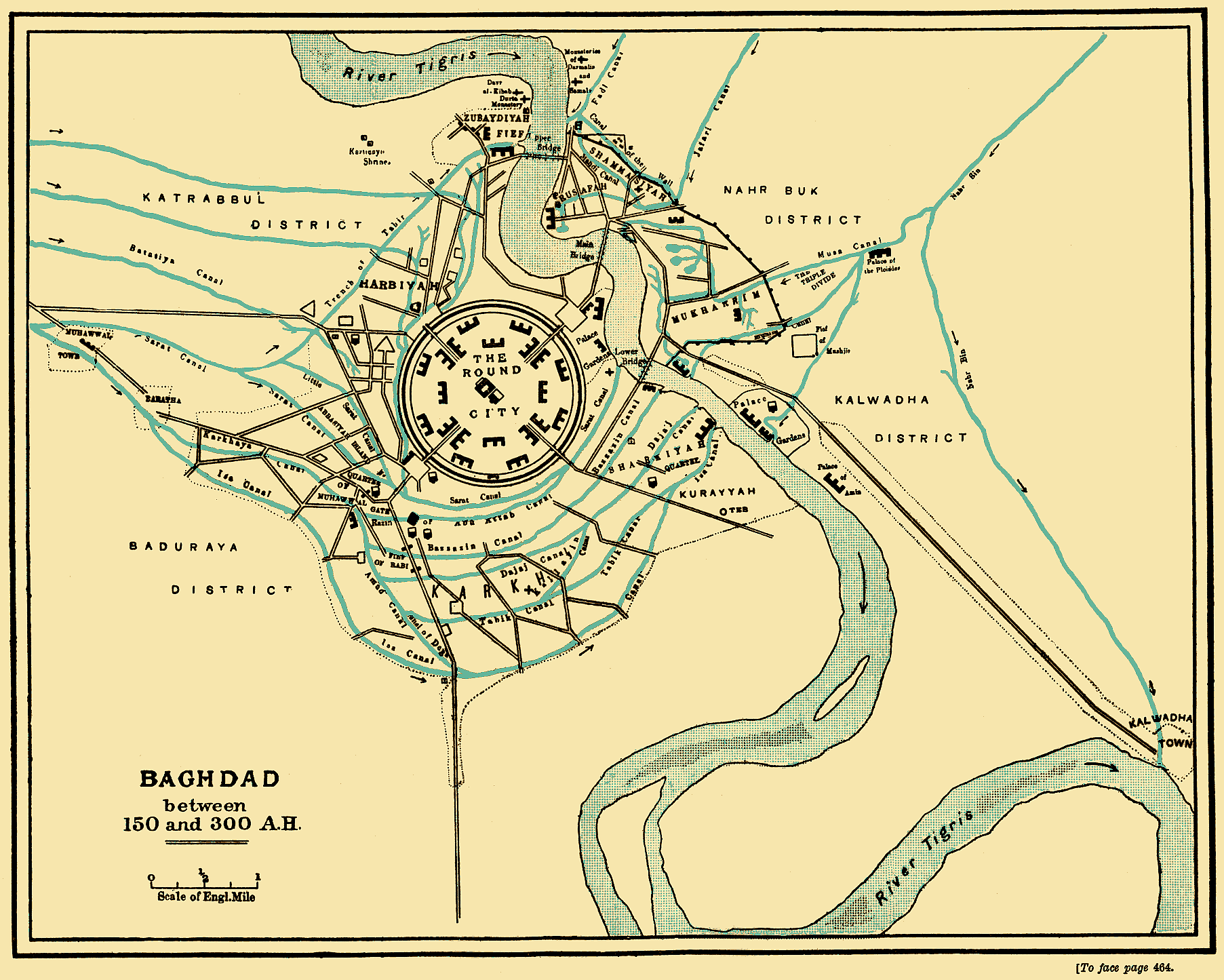
План Багдада между 767 и 912 г.

### История развития научных центров

#### Арабский халифат
Аль-Хорезми также много лет возглавлял «Дом мудрости» в Багдаде, ставший с начала IX века научным центром халифата, в который халифами приглашались виднейшие учёные со всего исламского мира. Большинство багдадских учёных до XI века были выходцами из Средней Азии (Аль-Хорезми, Хаббаш аль-Хасиб, Аль-Фергани, Аль-Фараби) или сабиями — одной из защищённых по Корану религиозных групп (харранские сабии — потомки вавилонских жрецов-звездопоклонников, традиционно сведущие в астрономии и занимавшиеся астрологией). На западе халифата, в мусульманской испанской Кордове, сформировался другой научный центр, благодаря которому античные знания стали понемногу возвращаться в Европу.
В XIII веке после полного уничтожения Багдада монголами в ходе Жёлтого крестового похода (1256—1260), и захвата большей части Пиренейского полуострова испанцами в ходе Иберийских крестовых походов (1212—1266) мусульмане теряют оба своих крупнейших научных центра, что отождествляется некоторыми историками с концом Золотого века ислама. Монголами также была уничтожена столица восточного исламского мира, Мерв, в которой располагалось около десятка крупных библиотек, большое количество учебных заведений, и где жили и работали многие учёные.
В своей хронике XVI века об уничтожении Багдада ан-Нахравали писал, что в реку Евфрат было брошено так много книг, что они образовали мост, который мог поддержать человека верхом на лошади, а выжившие говорили, что река Тигр была чёрной от смытых с рукописей чернил и красной от крови учёных и философов.

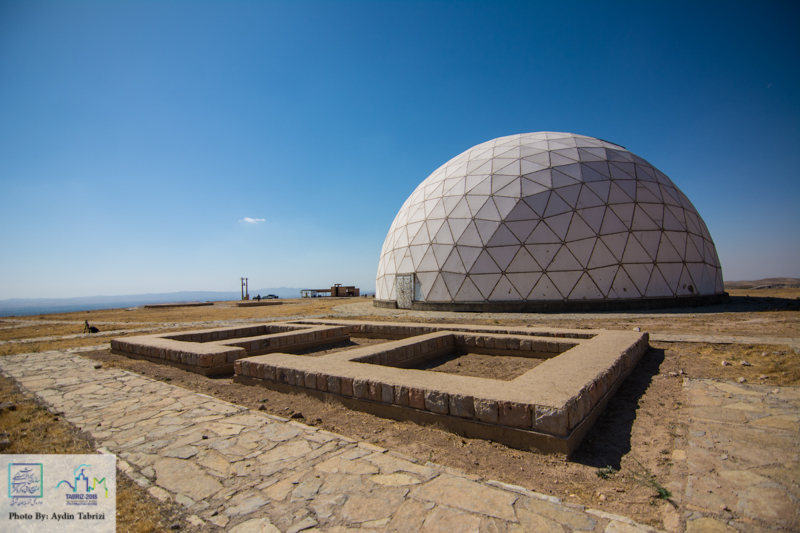
Руины Марагинской обсерватории с защитным куполом, укрывающим главный корпус

Ирак 1258 года существенно отличался от современного. Система каналов поддерживалась больше тысячи лет. Багдад был блестящим интеллектуальным центром мира. <...> С разграбления Багдада угас интеллектуальный светоч ислама. Масштаб потерь был сравним с разрушением Афин Перикла и Аристотеля. Монголы разрушили мелиорационные каналы и покинули Ирак, который уже не восстановился.Стивен Датч

#### После монгольского нашествия
Уничтожение Багдада привело к утрате важных научных знаний, разрушению образовательных центров и ослаблению интеллектуальных связей, что нанесло серьёзный удар по развитию математики в исламском мире. А потеря мусульманами аль-Андалуса была фатальной для дальнейшего развития математики на западе. Вероятно, последним математиком с оригинальными работами там является Ибн аль-Банна (1256—1321).
В дальнейшем поддержка и финансирование науки монгольскими ханами и их преемниками были направлены на астрологию, однако косвенно благодаря этому своё развитие получили и необходимые для изучения небесных тел астрономия и математика (десятичные дроби, тригонометрия, методы астрономических вычислений). Развитие научных центров теперь было связано с обсерваториями (Марагинская обсерватория, Обсерватория Улугбека, Константинопольская обсерватория Такиюддина), которые использовались для астрологических наблюдений.

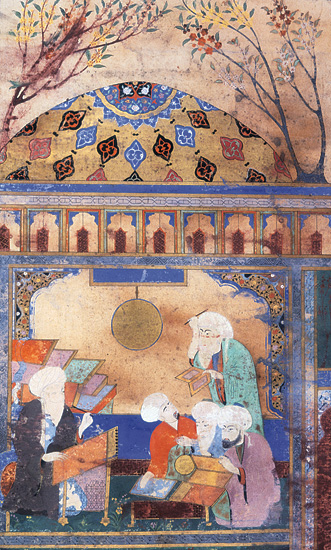
Насир ад-Дин ат-Туси в Марагинской обсерватории. Миниатюра 1562 года

После разрушения Багдада благодаря Насир ад-Дину ат-Туси (1201—1274), который смог вынести из города часть ценных рукописей, Мераге на период второй половины XIII века становится новым научным центром региона, но уже к следующему веку наука там приходит в упадок. Позднее в Центральной Азии появляется ещё один научный и культурный центр — Самарканд, происходит Тимуридский Ренессанс, который заканчивается после убийства математика и султана Мавераннахра Улугбека (1394—1449). Его ученик Али Кушчи (1403—1474) прибывает в Османскую империю, в Стамбул, где научная деятельность продолжается ещё одно столетие и заканчивается во второй половине XVI века. Его ученик Низам-ад-дин аль-Бирджанди продолжил его работы в Сефевидском государстве.
В Османской империи своё влияние на упадок математики оказал конфликт с исламским духовенством, которое резко выступало против астрологии, неразрывно сопровождавшей поздние научные астрономические и математические исследования. Кроме того, Такиюддин аш-Шами (1526—1585) сделал ошибочное астрологическое предсказание относительно крупной кометы: вместо предсказанного благополучия и процветания в империи разразилась эпидемия чумы, унёсшая жизни многих видных деятелей. Обсерватория Такиюддина была разрушена в 1580 году, чтобы предотвратить её дальнейшее использование в астрологических целях и прекратить «пустую трату средств».
С эпохой европейского колониализма государства, в которых находились научные центры исламского мира, столкнулись со значительным сокращением доходов от торговли, инфляцией из-за колоссального притока драгоценных металлов из европейских колоний и усилившейся конкуренцией со стороны европейских держав. Сложившаяся научная традиция в исламском мире начала стремительно угасать.

### Религиозная мотивация развития

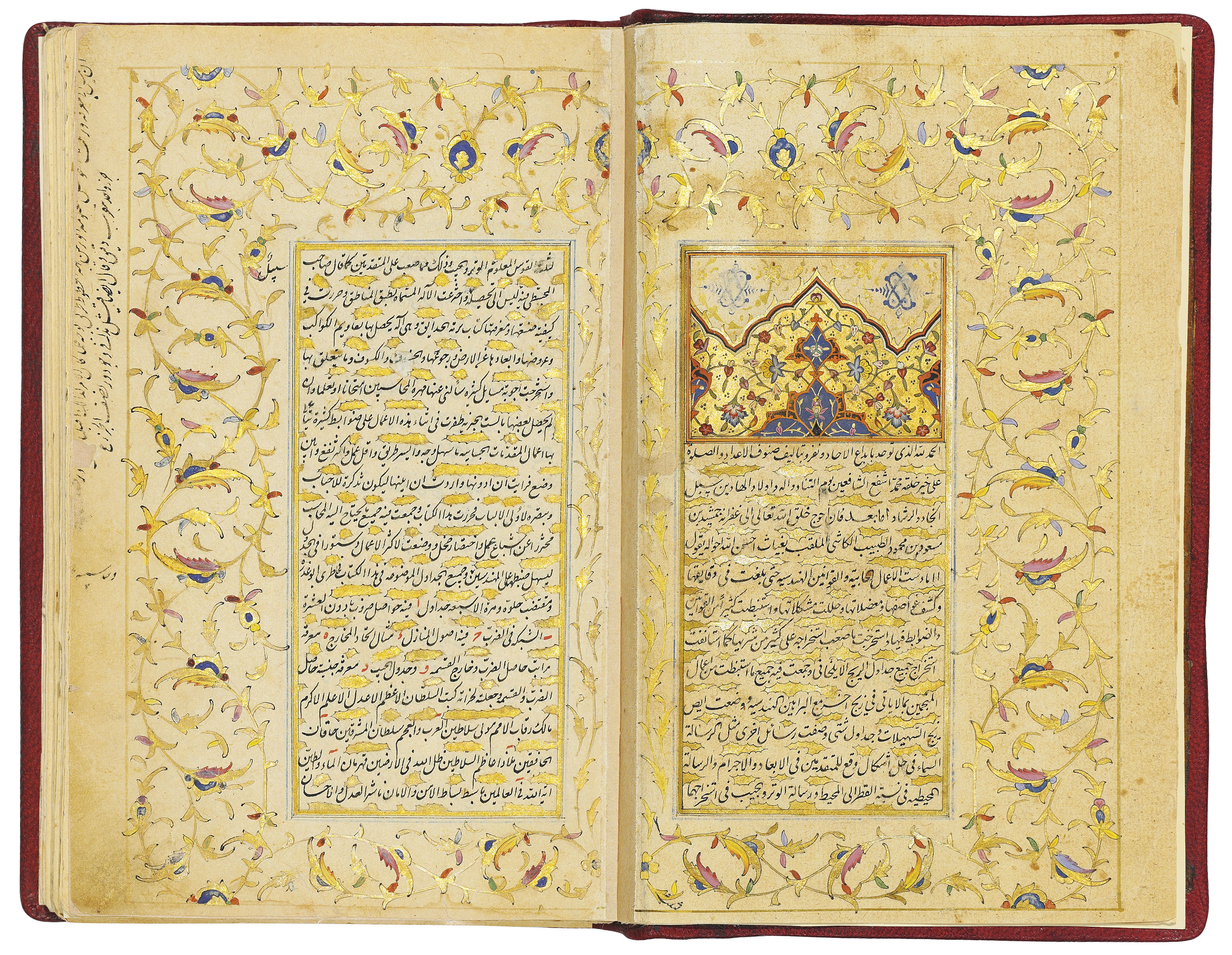
Трактат Джамшида аль-Каши

Ряд интересных математических задач, стимулировавших развитие сферической геометрии и астрономии, поставила перед математикой и сама религия ислам. Это задача о расчёте лунного календаря, об определении точного времени для совершения намаза, а также об определении киблы — точного направления на Мекку.

### Языки науки
Арабский язык длительное время оставался международным языком науки, опередив по масштабам любой другой язык предшествоваших эпох. С XIII века появляются научные труды и переводы на персидском языке.
Несколько закрепившихся в современной западной математике терминов — такие, как алгебра, алгоритм, цифра, шифр, английское zero, немецкое Ziffer и французское chiffre — арабского происхождения.

## Эволюция истории науки исламского мира

Европа на карте мира

### Евроцентризм XVIII—XIX веков
Хотя сочинения исламских математиков и их фундаментальные работы в области алгебры и алгебраической геометрии высоко ценились в эпоху Высокого и позднего Средневековья в Европе, к концу эпохи Возрождения отношение к ним изменилось. В Германии и Франции XVIII-XIX веков преобладал идеалогически предвзятый подход, согласно которому Восток и Запад противопоставлялись не как географические регионы, а как исторические сущности. Рационализм рассматривался как сущность Запада, в то время как романтическая тенденция «возвращения к Востоку», популярная среди французских философов, выражала критику науки и рационализма. Немецкая филология придала этому «научный» вид, распространив методы сравнительной грамматики на историю науки и создав иерархию культур. В рамках этой системы народы с арийскими языками признавались «благородными», а все остальные считались менее совершенными. Это привело к систематической маргинализации вклада арабоязычных ученых и утверждению евроцентризма в историографии XIX века.
Западные историки XVIII и XIX века считали, что классическая наука и математика были уникальными явлениями Запада. Хотя некоторые математические достижения арабских ученых иногда признавались, их часто рассматривали как «внеисторические» или интегрированные только в той мере, в какой они способствовали науке, которая считалась по своей сути европейской. Эти достижения часто воспринимались как технические инновации в греческом наследии, а не как открытия совершенно новых ветвей математики. Впоследствии это привело к евроцентристскому взгляду среди большинства математиков и историков математики, проложившим прямую линию развития от греческой математики к современной западной математике, а достижения исламской математики остались без внимания и были частично забыты.

### Критика в период исключения из истории
В философской работе француза Эрнеста Ренана арабская математика представляется лишь отражением арийской, а именно «отражением Греции, скомбинированным с персидскими и индийскими влияниями». По мнению Пьера Дюгема, «арабская наука лишь воспроизводила учения, полученные от греческой науки». Арабские математические труды также критикуются за недостаток строгости и чрезмерное внимание к практическим приложениям и расчётам. Как писал Поль Таннери, арабская алгебра «ни в коей мере не превзошла уровень, достигнутый Диофантом». Западные математики, по их мнению, пошли по совершенно иному пути как в методах, так и в конечных целях, и «отличительной чертой западной науки, начиная с её греческих истоков и до современного возрождения, является соответствие строгим стандартам».
Такое восприятие арабской традиции тесно переплетается с господствующей в историографии дихотомией между «средневековым» и «современным», которая долгое время считалась ключевым инструментом периодизации истории математики. Она закрепилась в трудах классиков — от Монтюкла до Бурбаки. Они исходили из постулата о «возникновении современной математики» и допускали промежуточное понятие «математики Возрождения», которое, однако, скорее осложняло, чем проясняло картину. В результате исламская математика IX–XVI веков и достижения латинского мира XIII–XV веков оказывались либо на периферии, либо вовсе исключались из общей схемы.

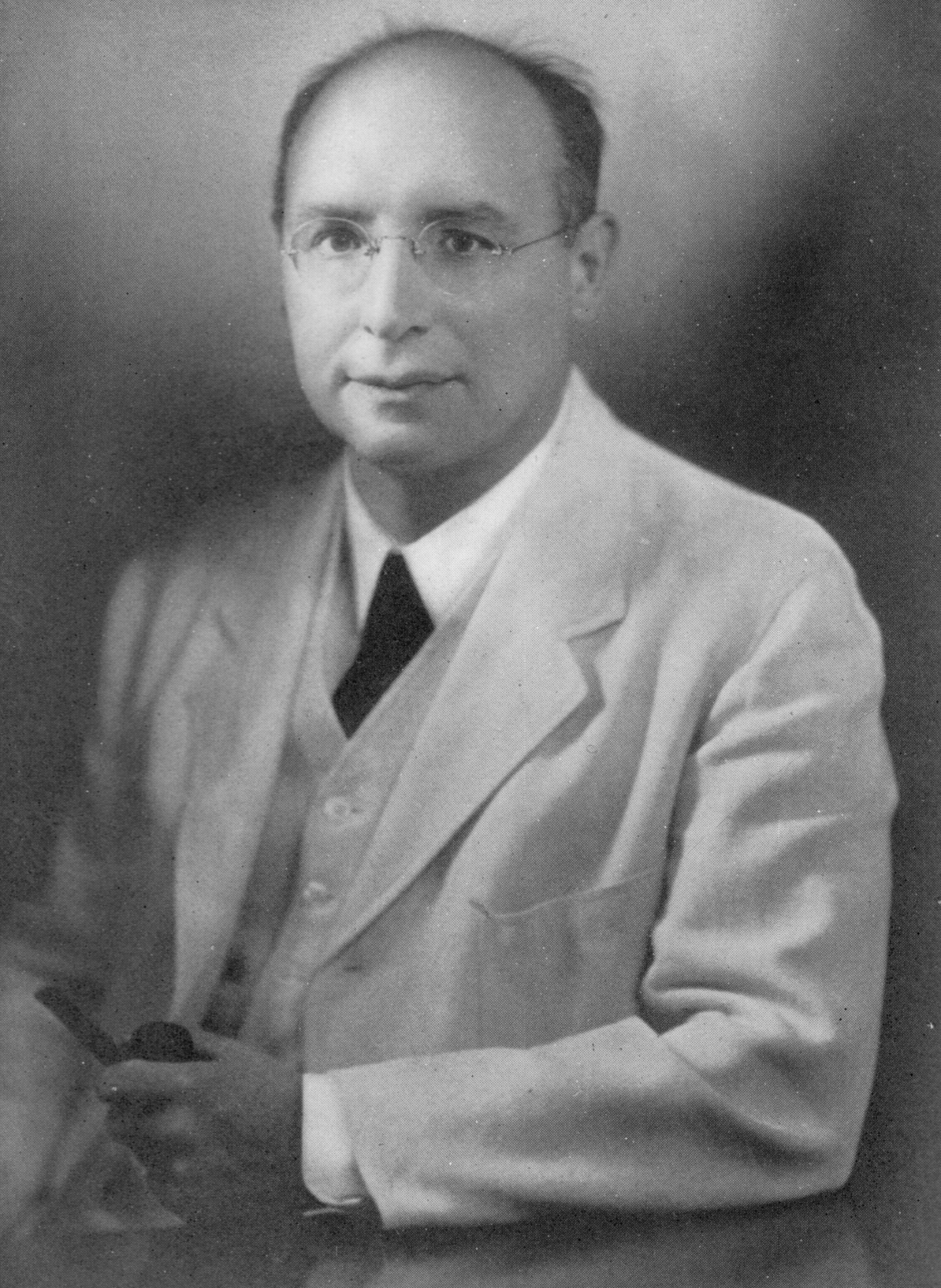
Джордж Сартон сформировал современное понимание важной роли средневековой исламской эпохи в сохранении и развитии наук

### Новые открытия и признание
Достижения исламских математиков западные историки математики заново открыли только во второй половине XIX века. Монтюкла в своей всеобъемлющей «Истории математики» 1758 года ошибочно писал, что арабоязычные математики имели дело с уравнениями только второй степени, однако в 1851 году Франц Вёпке в своей диссертации опроверг это утверждение. Он опубликовал переводы ранее неизвестных математических рукописей, таких как «Алгебра» аль-Караджи. Вместе с Жан Жаком Седийо, Луи-Пьер-Эженом Седийо, а также Жозефом Туссеном Рено он считается основателем научно-исторических исследований исламской математики. Эйльхард Видеманн в своих многочисленных работах занимался историей арабоязычных наук, особенно астрономии и математики, на которой она основана.
В своем «Введении в историю науки» 1927 года Джордж Сартон окончательно преодолел европоцентристскую точку зрения и сформировал современное понимание важной роли арабоязычной науки в сохранении и независимом дальнейшем развитии древних знаний. Тем не менее, даже в 1993 году Виктор Кац писал: «Полную историю математики средневекового ислама пока невозможно написать, поскольку многие из этих арабских рукописей остаются неизученными». Однако современные историки математики, такие как Рошди Рашед, Джон Леннарт Берггрен и Ян Хогендейк, интенсивно занимаются математикой периода исламского расцвета, так что на сегодняшний день существует более полная и ясная картина научного прогресса той эпохи.

## Разделы

### Числовая система

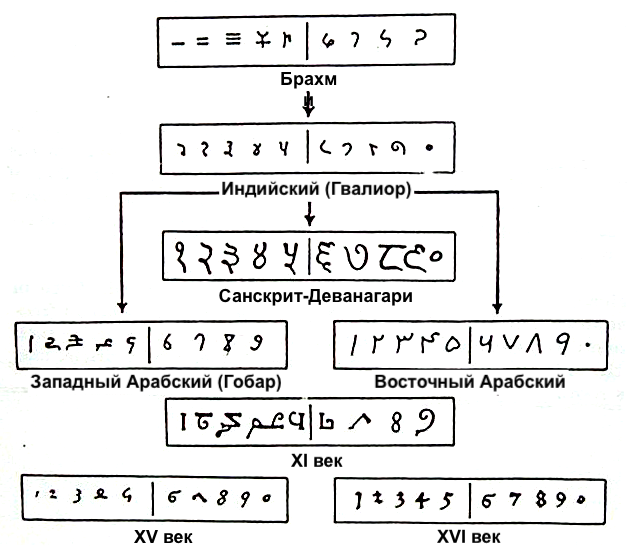
Эволюция арабских цифр

Числовая система в исламском мире прошла значительное развитие, начиная с использования буквенной абджадии и внедрения десятичной позиционной системы в VIII веке. Математики исламского мира, такие как аль-Махани и Абу Камил, переосмыслили древнегреческие представления о числах и величинах. Они развили арифметический подход к работе с иррациональными числами, отказавшись от греческого подхода, основанного на геометрии. Омар Хайям теоретически обосновал расширение понятия числа до положительных действительных чисел. Аль-Самуал сформулировал общие правила работы с отрицательными числами и использовал их для деления многочленов.
Дроби в исламской математике, в отличие от древнегреческой, считались полноценными числами. Именно в исламском мире берут своё начало горизонтальная черта в записи дробей, а также десятичные дроби. В странах ислама использовались различные системы счёта. Пальцевый счёт был популярен в торговле. Шестидесятеричная система счисления, унаследованная от вавилонян, применялась в астрономии. Аль-Бируни в 1000 году впервые разделил час на минуты, секунды и терции. Десятичная позиционная система была популяризирована аль-Хорезми в IX веке. Его книга «Об индийском счёте» способствовала распространению этой системы в Халифате и позже в Европе. Аль-Уклидиси в X веке адаптировал методы вычислений для работы на бумаге. Эти достижения сыграли важную роль в дальнейшем развитии алгебры и других математических дисциплин.

### Алгебра

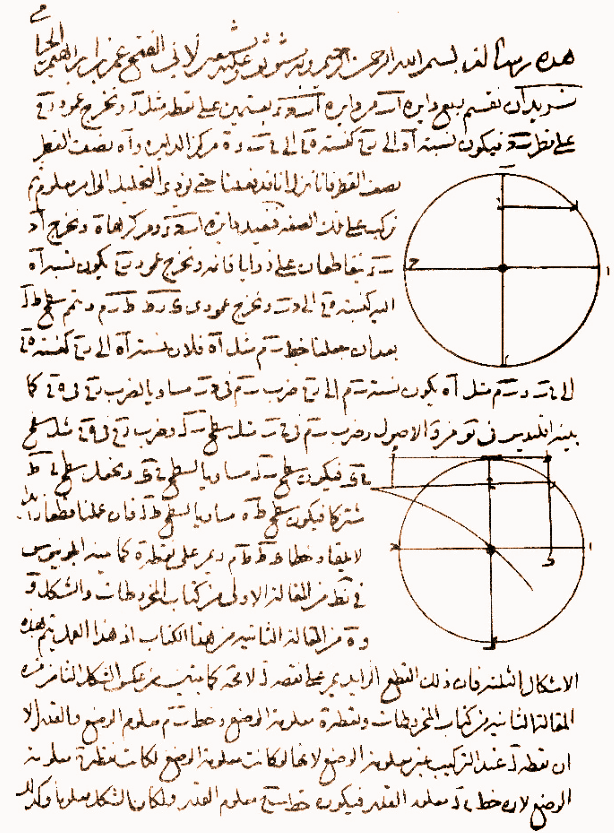
Первая страница рукописи из 2-х частей «Кубические уравнения и пересечение конических сечений» Омара Хайяма, хранящейся в Тегеранском университете

Алгебра зародилась в IX веке благодаря труду аль-Хорезми, который представил новый математический подход в своей книге «Краткая книга об исчислении путем восполнения и уравновешивания». В отличие от предыдущих арифметических традиций, его работа заложила основы систематического изучения уравнений, используя абстрактные алгебраические термины. Это стало значительным отходом от греческой математики, ориентированной на геометрию, и позволило рассматривать числа и геометрические величины как единые алгебраические объекты. Новая концепция открыла дорогу дальнейшему развитию математики и её применению в различных сферах.
Основное внимание аль-Хорезми уделил линейным и квадратным уравнениям, разработав методы их решения и доказав правило для уравнений вида {\displaystyle ax^{2}+bx=c}. В его время отрицательные коэффициенты не применялись, и только в XVI веке Михаэль Штифель расширил их использование. Подход аль-Хорезми отличался от методов Диофанта, так как он стремился к общим принципам, а не решению частных задач. Благодаря нему алгебра стала самостоятельной дисциплиной, а не просто набором вычислительных приемов.
Перевод книги аль-Хорезми на латынь в XII веке способствовал распространению алгебры в Европе. Его методы оказались удобными для решения числовых и геометрических задач, что помогло развитию математики эпохи Возрождения. Само слово «алгебра» произошло от арабского «аль-джабр», означающего «восполнение». Позже идеи аль-Хорезми развили Абу Камил и аль-Караджи, которые расширили алгебру на иррациональные числа и систематизировали операции с многочленами, заложив основу будущей символьной алгебры.
В XII–XIII веках Омар Хайям разработал геометрический метод решения кубических уравнений, а Шараф ад-Дин ат-Туси заложил основы метода аппроксимации корней. Со временем алгебра эволюционировала к символической форме, используемой сегодня, что прослеживается в трудах Ибн аль-Банны и аль-Каласади. Таким образом, исламская математика сыграла ключевую роль в формировании алгебры как науки, обеспечив её дальнейшее развитие в Европе и во всем мире. Она заложила основу для достижений в различных областях математики, включая теорию чисел, вычислительную математику и диофантовы уравнения.

### Теория чисел
Развитие теории чисел в исламском мире началось с VIII века и сыграло важную роль в истории математики. Учёные исламской цивилизации не только унаследовали знания античности, но и заложили основы многих направлений современной теории чисел. Их интерес к числам был не только практическим, но и философским: числа воспринимались как проявление божественного порядка, отражающего устройство мира. Числовые исследования сопровождались глубокими размышлениями о природе чисел, что способствовало синтезу науки, философии и религии.
Философские и числовые идеи ярко проявились в трудах Братьев чистоты, которые связывали числа с метафизикой и теологией. Они интерпретировали монотеизм через число один, а устройство космоса — через возрастающую последовательность натуральных чисел, подчеркивая, что всё сущее исходит от Бога, как числа от единицы. Их подход был близок к пифагорейской традиции, но с акцентом на исламскую философию. Арифметика, по их мнению, выражала природу разума, а числа служили средством познания.
Практические достижения исламских математиков включали значительный вклад в изучение дружественных и совершенных чисел. Сабит ибн Курра разработал формулу генерации дружественных пар, опередив открытия европейской науки на многие столетия. Камал ад-Дин аль-Фариси, Ибн аль-Банна и Мухаммад Бакир Язди продолжили эту линию, изучая такие числа и находя новые пары. Исламские математики также углубили понимание совершенных чисел, выдвигая гипотезы и формулируя новые теоремы.
Теоретико-числовые методы, разработанные в исламском мире, стали основой для дальнейшего развития математики. Аль-Хазин предложил факторизацию как метод решения диофантовых уравнений, а аль-Худжанди ещё в X веке пытался доказать случай Великой теоремы Ферма для {\displaystyle n=3}. Аль-Караджи впервые применил математическую индукцию для доказательства тождеств, а аль-Самуал развил этот метод. Также разрабатывались оригинальные концепции, такие как равновесные числа, продолжая античные идеи и углубляя теоретические представления о свойствах делителей и симметрии в числах.

### Тригонометрия

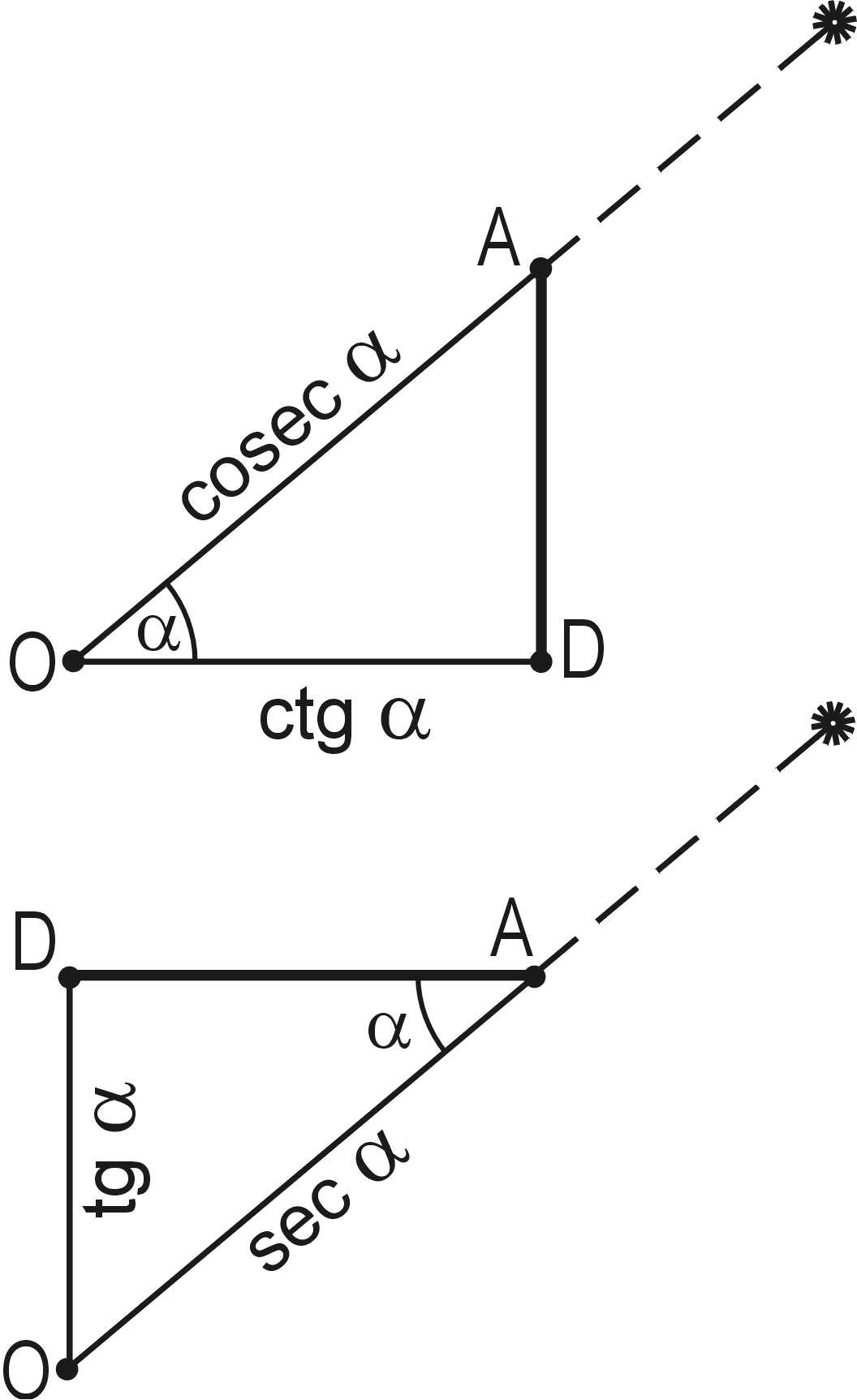
Определение тангенса, котангенса, секанса и косеканса через тень гномона. Отрезок AD — гномон (вертикальный вверху или горизонтальный внизу), отрезок OD — его тень

Среди ключевых задач, решаемых с помощью тригонометрии в исламском мире, были вычисление времени, предсказание астрономических явлений, определение географических координат и направления на Мекку. Особенно активно развивалась сферическая тригонометрия, которая применялась в астрономии и геодезии. В исламском мире были разработаны новые теоремы и методы, позволившие значительно повысить точность расчётов. Именно исламские учёные превратили тригонометрию из вспомогательного инструмента астрономии в самостоятельную науку.
В IX веке Хабаш аль-Хасиб и Мухаммад аль-Баттани дополнили индийские функции синуса и косинуса новыми: тангенсом, котангенсом, секансом и косекансом. Первоначально они определялись через длины теней от гномонов, но к X веку аль-Фараби связал их с синусами и косинусами, а аль-Баттани сформулировал основные соотношения. Окончательное определение функций через единичную окружность дал Абу-ль-Вафа. В этот же период были доказаны важные тригонометрические теоремы, включая теорему синусов, которая позволила заменить в астрономических расчётах греческую теорему Менелая.
Ибн Ирак в X веке впервые описал полярный треугольник. Ибн Юнус открыл формулы преобразования произведения тригонометрических функций в сумму, что значительно облегчало вычисления. Тригонометрические таблицы с высокой точностью составляли аль-Хорезми, аль-Баттани, Ибн Юнус, аль-Каши, который в XV веке рассчитал {\displaystyle \sin 1^{\circ }} с рекордной точностью 18 знаков после запятой в десятичной форме, и Такиюддин аш-Шами, который в XVI веке впервые использовал десятичные дроби для составления тригонометрических таблиц.
В XI веке аль-Бируни систематизировал тригонометрию в своих трудах, разрабатывая методы нахождения углов и расстояний, а также уже приблизительно вычислил радиус Земли. Ибн Муаз аль-Джайяни написал первый известный трактат по сферической тригонометрии. Завершил формирование тригонометрии как науки Насир ад-Дин ат-Туси в XIII веке, изложив её в систематическом виде и разработав методы решения сложных сферических задач. К этому времени были открыты все основные тригонометрические теоремы.

### Математический анализ

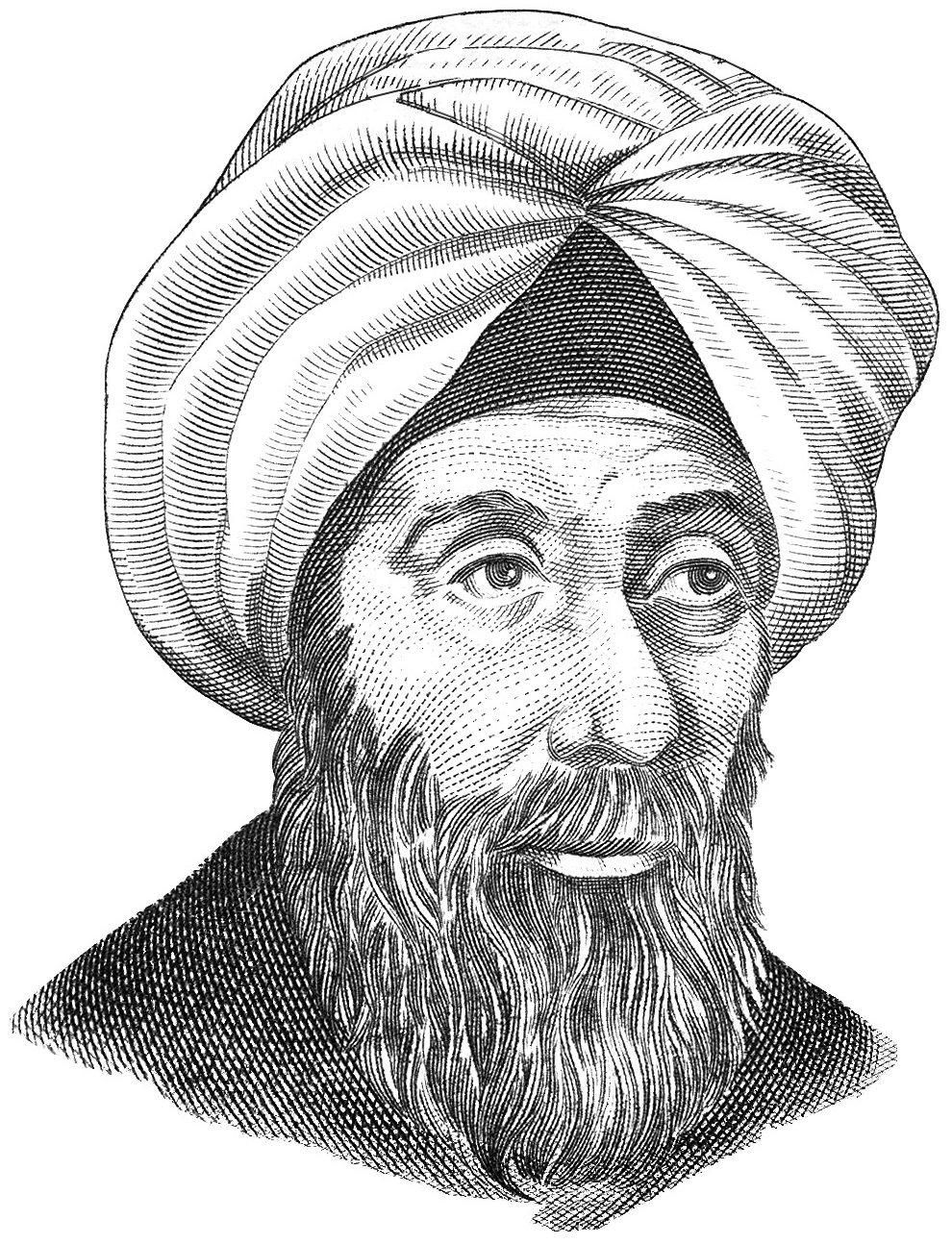
Ибн аль-Хайсам

Исаак Ньютон создал свою версию исчисления в 1665–1670 годах. Разрабатывая степенные ряды для представления функций, он использовал уже известную формулу интегрирования степенной функции — одну из центральных идей того, что впоследствии стало математическим анализом. Ньютон не знал, что эта формула была известна уже сотни лет в другой части света. Она была открыта в Египте около 1000 года Ибн аль-Хайсамом и позднее встречалась в работах других исламских авторов.
Формула суммы квадратов была разработана Архимедом в 250 году до н. э., суммы кубов — Ариабхатой около 500 года н.э. Формула для квадратов проста, для кубов – очевидна при проведении экспериментов, однако формула для суммы четвертых степеней совсем неочевидна. Ибн аль-Хайсам первым вывел эту формулу, используя метод, который легко обобщается для определения общей формулы суммы любых целых степеней. Фактически он уже применял интегрирование многочленов для вычисления объёмов, однако его не интересовали многочлены выше четвёртой степени.
Таким образом, некоторые основные идеи математического анализа были известны в исламском мире задолго до Ньютона и Лейбница. Однако исламские математики не объединили разрозненные идеи, относящиеся к математическому анализу, а использовали их только в отдельных случаях. Поэтому Ньютон и Лейбниц по праву считаются его создателями.

### Криптология
Арабский филолог Халиль ибн Ахмад аль-Фарахиди первым обратил внимание на возможность использования стандартных фраз открытого текста для дешифрования. Он предположил, что первыми словами в письме на греческом языке византийскому императору будут «Во имя Аллаха», что позволило ему прочитать оставшуюся часть сообщения. Позже он написал книгу с описанием этого метода — «Китаб аль-Муамма» («Книга тайного языка»).
Книга математика аль-Кинди под названием «Трактат о дешифровке криптографических сообщений» положила начало криптоанализу, стала самым ранним известным применением статистического вывода и представила несколько новых методов взлома шифров, в частности частотный анализ. В 855 году выходит «Книга о большом стремлении человека разгадать загадки древней письменности» арабского учёного Ибн Вахшии, одна из первых книг о криптографии с описаниями нескольких шифров, в том числе с применением нескольких алфавитов.
Тюркский учёный Сули в X веке написал книгу «Адаб аль-Куттаб» («Руководство для секретарей»), где изложил инструкции по шифрованию записей о налогах, что подтверждает распространение криптографии в обычной гражданской жизни. Ибн Адлан и Ибн ад-Дурайхим развили труды аль-Кинди.
Египетский полимат аль-Калкашанди в 1412 году опубликовал первый в истории труд по криптологии, объединив одновременно криптографию и криптоанализ. В своём труде «Субх аль-аша» он впервые описал методы шифрования, включая подстановку, перестановку и полиалфавитный шифр, где одной букве соответствует несколько вариантов замены. Он также предложил новые методы криптоанализа, такие как использование таблиц частотности букв и анализ невозможных сочетаний букв.
В словарь криптологии арабы внесли такие понятия, как алгоритм и шифр.

## Галерея

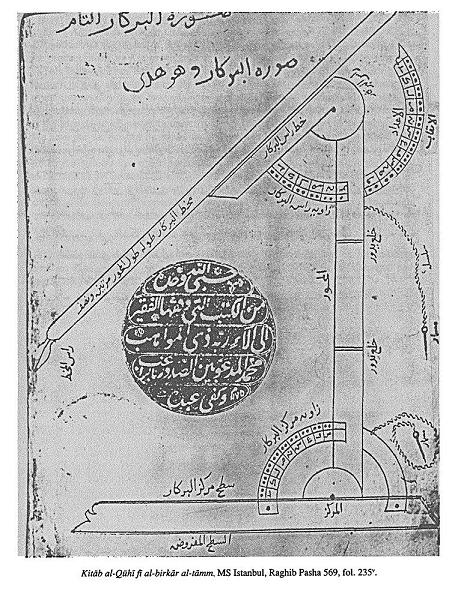
Гравюра идеального компаса Абу Сахля аль-Кухи для рисования конического сечения.
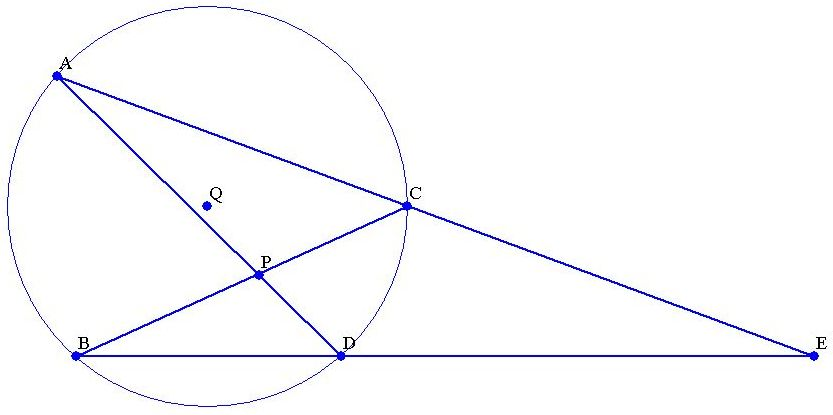
Теорема ибн аль-Хайсама из «Книги оптики»

## Комментарии
1. ↑  Битва при Лас-Навас-де-Толоса — крупнейший пиренейский крестовый поход, после которого христиане начинают активно завоёвывать мусульманские земли на Иберийском полуострове. В 1235 году завоёвывается Кордова.
2. ↑  Завоевание Мурсии, на территории Иберийского полустрова из мусульманских государств остаётся лишь Гранадский эмират